# Вишни Мирошов
Вишни Мирошов (слч. Vyšný Mirošov) насељено је мјесто са административним статусом сеоске општине (слч. obec) у округу Свидњик, у Прешовском крају, Словачка Република.

## Становништво
| Година:    | 1994. | 2004.    | 2014.   | 2024.   |
| ---------- | ----- | -------- | ------- | ------- |
| Број људи: | 533   | 590      | 597     | 572     |
| Разлика:   |       | +10,69 % | +1,18 % | -4,18 % |

| Година:    | 2023. | 2024.   |
| ---------- | ----- | ------- |
| Број људи: | 573   | 572     |
| Разлика:   |       | -0,17 % |

Према подацима о броју становника из 2024. године насеље је имало 572 становника.